# Uta-Napixtim
Uta-Napixtim o Utnapixtim (Uta-Napištim o Utnapištim, "amo de la vida") a Babilònia, i també conegut com a Ziusudra pels sumeris i Atrahasis pels accadis, és un personatge present en el mite del diluvi mesopotàmic; sent a més el savi al qui recorre l'heroi mitològic Guilgameix, per poder trobar la immortalitat en l'Epopeia de Guilgameix. En algun text és anomenat com a "fill d'Ubara-Tutu o Ubara-Tutukin", però per altres fonts es podria dir que és el seu avi. En un altre llibre "SU-KUR-LAM", és traduït com a "Xuruppak", similar al nom de la ciutat, Sukurlam, apareix com a pare de Ziusudra "Ziusudra va succeir al seu pare Sukurlam, com rei de Xuruppak". En un altre text, Uta-Napixtim escriu al seu fill Ziusudra, i també es refereix a ell com a "fill d'Ubartutu". Per tant, no és clar si Ziusudra era ell mateix, el seu fill o el seu germà (en el cas que hagin estat el dos fills d'Ubartutu).

## Llegenda
La llegenda sumèria explica que Enlil, fastiguejat pel soroll que feien els habitants de la terra, decideix eliminar l'espècie humana amb un diluvi. Enki, s'apiada dels humans i adverteix a Utnapishtim (en sumeri Ziusudra), rei de Xuruppak, del desastre que se li acosta. Li aconsella que construeixi un vaixell i que hi embarqui una parella de cada espècie dels animals de la terra. Ziusudra segueix el seu consell i salva així la humanitat.
Aquesta llegenda té molts paral·lelismes i similituds entre Uta-Napixtim i el posterior Noè, protagonista de la narració bíblica del Diluvi universal.